# 原犬鱷龍科
原犬鱷龍科（Procynosuchidae）與德維納獸同為最早的犬齒獸亞目動物。原犬鱷龍科出現於約2億6000萬年前，並繁盛於二疊紀最後一期（2億5100萬年前）。即使原犬鱷龍科很原始，牠們已有先進的哺乳類特徵。原犬鱷龍科的外表有點類似獸頭亞目。
原犬鱷龍科動物的眼睛朝向前方，齒骨比獸頭類的齒骨大。原犬鱷龍科動物可能有次生顎，可讓牠們進食時可呼吸，如同哺乳類。原犬鱷龍科動物在二疊紀-三疊紀滅絕事件時滅絕。有些原犬鱷龍科動物是陸地動物，但有些如原犬鱷龍是半水生動物。